# Echipa națională de fotbal a Regiunii Macao
Selecționata de fotbal a Regiunii Macao (chineză: 澳門足球代表隊; portugheză Selecção Macaense de Futebol) reprezintă Macau și este controlată de Asociația de Fotbal din Macao. Face parte din Republica Populară Chineză, dar poate participa la competițiile FIFA și AFC datorită sistemului „O Țară, Doua Sisteme”. Nu s-a calificat la nici un turneu final major, calificându-se doar la Cupa Challenge AFC în 2006.

## Participări

### Campionatul Mondial
- 1930 până în 1978 - Nu a participat
- 1982 până în 1986 - Nu s-a calificat
- 1990 - Nu a participat
- 1994 până în 2010 - Nu s-a calificat

### Cupa Asiei
- 1956 până în 1976 - Nu a participat
- 1980 - Nu s-a calificat
- 1984 până în 1988 - Nu a participat
- 1992 până în 2004 - Nu s-a calificat
- 2007 - Nu a participat
- 2011 - Nu s-a calificat

### Campionatul Asiei de Est
- 2003 - Nu s-a calificat (locul 3 în preliminarii)
- 2005 - Nu a participat
- 2008 - Nu s-a calificat (locul 4 în preliminarii)
- 2010 - Nu s-a calificat (locul 3 în preliminarii)

### Cupa Challenge AFC
- 2006 - Prima rundă
- 2008 până în 2012 - Nu s-a calificat